# 吉姆·勞格森
吉姆·勞格森（丹麥語：Jim Laugesen，1974年11月10日—），是一名已退役丹麥男子羽球運動員。
吉姆·勞格森曾代表丹麥參加1996年湯姆斯盃。在與印尼對陣的決賽中，他與容·霍斯特-克里斯滕森一起擔任第一雙打，以5:15、7:15敗給里奇·蘇巴吉亞/雷克西·邁納基組合。最終丹麥隊以0-5輸球而獲得亞軍。
吉姆·勞格森參加了2000年雪梨奧運會羽球比賽男子雙打項目，他與米凱爾·索加德搭檔打到第二輪。
2004年9月，勞格森被丹麥羽球協會解僱。他現在在丹麥的TV 2擔任羽球記者，在Gentofte羽球俱樂部擔任羽球教練。